# Ian Bannen
Ian Edmund Bannen (29 de junio de 1928-3 de noviembre de 1999) fue un actor escocés con una larga carrera en cine, teatro y televisión. Fue nominado a un premio de la Academia por su actuación en El vuelo del Fénix (1965), el primer actor escocés en recibir el honor, así como dos premios BAFTA de cine por sus actuaciones en La ofensa (1973) de Sidney Lumet y Esperanza y gloria (1987) de John Boorman.

## Trayectoria
Bannen nació en Airdrie (Escocia), hijo del abogado John James Bannen (fallecido en 1958) y Agnes Clare, de soltera Galloway.  Después de asistir al St Aloysius' College, Glasgow y al Ratcliffe College, Leicestershire, Bannen sirvió en Egipto como cabo en el ejército británico.  Su primer papel como actor llegó en una producción teatral de Dublín de 1947 de Armlet of Jade. Se convirtió en una figura exitosa en el escenario de Londres, haciéndose un nombre en las obras de  William Shakespeare y Eugene O'Neill, y fue miembro original de la Royal Shakespeare Company. Ganó el premio del Círculo de Críticos de Teatro de 1981 al Mejor Actor de Reparto por su actuación en Translations de Brian Friel.También actuó en Broadway.
El debut cinematográfico de Bannen fue a principios de la década de 1950 con un pequeño papel en Pool of London (1951), y rápidamente saltó a la fama, principalmente en una amplia gama de papeles secundarios. Tuvo un papel muy importante como Stoker Samuel Bannister en Yangtse Incident. Durante las primeras etapas de su carrera, trabajó con los hermanos Boulting en Private's Progress y Carlton-Browne de la FO. Su actuación como Crow en The Flight of the Phoenix (película de 1965) le valió una nominación al Oscar al Mejor Actor de Reparto, convirtiéndolo en el primer actor escocés en recibir este honor; también recibió una nominación al Globo de Oro a la Nueva Estrella del Año - Actor. Ese mismo año, protagonizó junto a Sean Connery el drama carcelario de la Segunda Guerra Mundial The Hill.
El director John Schlesinger lo eligió como reemplazo de Alan Bates en el papel del médico homosexual adinerado Daniel Hirsh en su controvertida película Sunday Bloody Sunday (1971), después de que Bates fuera considerado no disponible para filmar. Según la guionista Penelope Gilliatt, Bannen nunca se sintió cómodo con el papel. La ansiedad afectó negativamente su actuación durante el rodaje inicial. Schlesinger reemplazó a Bannen por Peter Finch, quien recibió una nominación al Oscar por el papel. Bannen más tarde se arrepintió de esto, diciendo que no aceptar el papel había hecho retroceder su carrera.
En 1979 interpretó a Jim Prideaux en la adaptación de la BBC de Tinker Tailor Soldier Spy.
Al final de su carrera, Bannen recibió elogios por sus papeles como Hermano Benedict en Lamb (1985), el viejo Robert de Bruce en Braveheart (1995), y el astuto aldeano de Waking Ned Devine (Despertando a Ned) (1998).
Treinta años y numerosas películas después, Bannen fue recompensado con el Lifetime Achievement Award de la Academia Británica de las Artes Cinematográficas y de la Televisión.
Al año siguiente falleció a causa de un accidente de tráfico, en Knockies Straight, cuando salió despedido por la ventanilla del acompañante del coche que conducía su esposa, Marilyn Salisbury. Se habían casado en 1976 y no tenían hijos. Falleció a los 71 años de edad.

## Títulos más destacados
- Pool of London (1951)
- Private's Progress (1956)
- The Long Arm (1956)
- The Birthday Present (1957)
- Yangtse Incident (1957) basada en el incidente del Yangtsé.
- Miracle in Soho (1957)
- Carlton-Browne of the F.O. (1959)
- Suspect (1960)
- A French Mistress (1960)
- Mister Moses (1965)
- La colina (1965)
- El vuelo del Fénix (1965)
- Penelope (1966)
- The Sailor from Gibraltar (1967)
- Lock Up Your Daughters (1969)
- Too Late the Hero (1970)
- Fright (1971)
- The Deserter (1971)
- Doomwatch (1972)
- The Offence (1972)
- El hombre de Mackintosh (1973)
- El viaje (Il viaggio), de Vittorio de Sica (1974)
- Identikit (1974)
- The Gathering Storm (1974)
- Muerde la bala (1975)
- Sweeney (1977)
- Aquel maldito tren blindado (1977)
- The Watcher in the Woods (1980)
- Fuga de noche (1981)
- Eye of the Needle (1981)
- Gandhi (1982)
- The Prodigal (1983)
- Gorky Park (1983)
- Defence of the Realm (1985)
- Hope and Glory (1987)
- The Courier (1988)
- La Partita (1988)
- The Treaty (1991)
- Damage (1992)
- A Pin for the Butterfly (1994)
- Braveheart (1995)
- Despertando a Ned (1998)
- To Walk with Lions (1999)
- Best (2000)
- The Testimony of Taliesin Jones (2000)[14]

## Premios y distinciones
Premios Óscar
| Año  | Categoría              | Película           | Resultado |
| ---- | ---------------------- | ------------------ | --------- |
| 1966 | Mejor actor de reparto | El vuelo del Fénix | Nominado  |